# ジョン・ロビンス (作家)
ジョン・ロビンス（John Robbins、1947年12月26日 - 2025年6月11日）は、アメリカ合衆国の著述家である。栄養学、環境主義、動物の権利に関する著述で知られる。1987年に出版された"Diet for a New America"（邦訳題『エコロジカル・ダイエット――生きのびるための食事法』）で、食事、身体の健康、動物虐待、環境主義の関連について暴露した。1988年に非営利組織「アースセーブ」(EarthSave)を設立した。

## 生涯
ロビンスは1947年12月26日に、バスキン・ロビンスの共同創業者であるアーヴ・ロビンスの息子として生まれた。ロビンスはユダヤ人である。1969年にカリフォルニア大学バークレー校を卒業し、1976年にアンティオーク大学で修士号を取得した。父の跡を継いでバスキン・ロビンスの後継者となるよりも、より簡素な生き方を求め、父の元を去った。
1967年3月10日にデオと結婚した。デオとの間の息子、オーシャン・ロビンスは、プラントベースフードを推奨する企業、フード・レヴォリューション・ネットワークを創設した。
1987年に最初の著書"Diet for a New America"が出版された。この中でロビンスは、工業的畜産が人間の健康、環境、動物の権利に与える影響について述べ、植物ベースの食事の必要性を訴えた。翌年、ロビンスはアースセーブを設立した。
2001年、ロビンスは著書"The Food Revolution"の中で、倫理的、環境的、健康的な理由によるヴィーガニズムについての自身の見解を述べた。本書には、有機食品、遺伝子組み換え食品、工業的畜産に関する情報も含まれている。
2002年、ロビンスは動物の倫理的扱いを求める人々の会(PETA)と共同で、「幸せな牛たち」というテレビ広告を出したカリフォルニア州ミルク諮問委員会に対し提訴したが、敗訴した。
2006年にランダムハウスから出版された著書"Healthy at 100"（邦訳題『100歳まで元気に生きる! ――科学的に証明された長寿の秘訣』）は、アメリカの大手出版社では初めて、100%漂白されていない紙が使用された。
ロビンスは雑誌『ネイキッド・フード』の諮問委員の一人であり、同誌に、植物ベースの食事に関する記事を定期的に寄稿している。
2025年6月11日、ポストポリオ症候群により自宅で死去。77歳没。

## アースセーブ
1988年、ロビンスは国際的な非営利組織「アースセーブ」(EarthSave)を設立した。この組織は、著書"Diet for a New America"に対する読者の反響を受けて設立された。アースセーブは、ベジタリアンではない一般市民に対するアウトリーチを行っている。
アースセーブは、Youth for Environmental Sanity(YES)という若者支援グループの活動を後援し、全米の高校を訪問することで、アースセーブの主張を広めた。
2022年1月現在、アースセーブの本部はロサンゼルス近郊のチャッツワースにある。

## 著書
- Diet for a New America: How Your Food Choices Affect Your Health, Happiness and the Future of Life on Earth, (1987). ISBN 978-0915811816
- May All Be Fed: Diet For a New World, (1992).
- Reclaiming Our Health: Exploding the Medical Myth and Embracing the Source of True Healing, (1996).
- The Awakened Heart: Meditations on Finding Harmony in a Changing World, 1997.
- The Food Revolution: How Your Diet Can Help Save Your Life and Our World, 2001.
- Healthy at 100: The Scientifically Proven Secrets of the World’s Healthiest and Longest-Lived Peoples, 2006.
- The New Good Life: Living Better Than Ever in an Age of Less, (2010), Ballantine Books, 304 pages (ISBN 978-0345519849).
- No Happy Cows: Dispatches from the Frontlines of the Food Revolution, 2012.
- Voices of the Food Revolution: You Can Heal Your Body and Your World with Food!, (May 6, 2013)

## 映画
- Diet for a New America（1991年） - 同名の著書を元にしたドキュメンタリー映画。マイケル・クレーパー（英語版）、コリン・キャンベル、ジョン・A・マクドゥーガル（英語版）と共演。
- 『スーパーサイズ・ミー』（2004年） - モーガン・スパーロックによるドキュメンタリー映画。スパーロックによるロビンスの短いインタビューが収録されている[11]。
- Love Over Money（2023年） - ロビンスの生涯に関するドキュメンタリー映画[12][13]。